# 小塞缪尔·菲利普斯
小塞缪尔·菲利普斯（Samuel Phillips, Jr.，1752年2月5日—1802年2月10日），美國政治人物及教育家。在1801年至1802年期间担任马萨诸塞州副州长，亦是菲利普斯学院创办人。
小塞缪尔·菲利普斯出生在马萨诸塞州的安多弗(即现在的北安多弗)。他是水城的乔治·菲利普斯牧师(Rev. George Phillips)的后裔，后者是美国新英格兰菲利普斯家族的祖先。他的祖父牧师塞缪尔菲利普斯是第一位长期担任安多弗南教会的牧师
菲利普于1767年毕业于总督杜默学院，1771年毕业于哈佛学院。1775年至1780年，他是马萨诸塞州议会中一位非常活跃、能干的成员。1779年和1780年，他担任州制宪会议代表;1780年至1802年，他担任州参议员;1785年至去世，他担任马萨诸塞州参议院主席。在他去世前的一小段时间里，菲利普斯还担任了马萨诸塞州的第五任副州长。1789年11月，他陪同新当选的总统乔治·华盛顿穿过马萨诸塞州前往康科德。
从1775年开始，菲利普斯在安多弗肖辛河(Shawsheen River)上的一个磨坊为华盛顿的军队生产火药，帮助了革命事业。尽管受到种种困难的困扰，粉碎机仍然活跃到18世纪90年代。在此期间，菲利普斯还在安多弗经营一家造纸厂。
在革命期间，在父亲和叔叔John Phillips博士的资助下，Samuel Phillips Jr.在安多弗建立了Phillips学院。它于1778年4月21日开放。1780年，他是美国艺术与科学学院的特许会员。像他的其他家庭成员和许多马萨诸塞州的爱国者一样，小塞缪尔·菲利普斯是一个严格的加尔文主义者，但他也是一个关心社会进步的实际的有远见的人。在他为新学派所写的章程的序言中，菲利普斯写道:“青年时期是重要的时期，对这一时期的改进或忽视取决于对个人和社会最重要的后果。”他开始着手“为建立一所免费的公立学校或学院奠定基础，目的是不仅在英语和拉丁语语法、写作、算术和那些他们普遍教授的科学方面向年轻人提供教育;但更重要的是让他们了解生活的伟大目的和真正的商业。从一开始，经济援助奖学金是菲利普斯学院项目的一部分:“这所神学院将永远平等地向青年开放，有必要的资格，从每个季度。”
| 前任： 莫西斯·吉尔 | 马萨诸塞州副州长 1801年─1802年 | 繼任： 埃德华·洛宾斯 |